# Souffle de printemps
Souffle de printemps en russe : Повеяло весной) est le dernier tableau du peintre paysagiste russe Constantin Kryjitski, réalisé en 1910, et qui se trouve aujourd'hui au musée d'art de Kharkov en Ukraine. Ses dimensions sont de 81 × 109 cm.

## Histoire
Cette toile est celle à propos duquel Kryjitski a été accusé de plagiat d'un tableau du peintre Iakov Brovar intitulé Vue dans la forêt de Białowieża. Cela l'a acculé au suicide. Harcelé par des détracteurs, Kryjitski ne peut supporter ce qu'il considère comme une offense grave et le 4 avril 1911, il se pend à une fenêtre haute du salon de son appartement de Saint-Pétersbourg, près de l'atelier où il travaillait depuis tant d'années, laissant une note sur une table dans laquelle il explique les raisons de son acte de désespoir. Il avait 52 ans.
L'origine du problème posé est une photo prise par le photographe Vichniakov dans la Forêt de Białowieża (Biélorussie) qui a pu être utilisée par Iakov Brovar. Seul le grand arbre fourchu situé au centre du tableau est identique chez les deux peintres. Pour le reste la maîtrise du sujet est différente et Brovar place des bisons sur un fond de soleil couchant alors que Kryjitski choisit une matinée ensoleillée de printemps. 
À l'automne 1910 une exposition de peinture russe est organisée à Londres par Constantin Makovski. Parmi les œuvres présentées, 13 sont de Kryjitski et parmi celles-ci le Souffle de printemps.
L'artiste était très fier de cette œuvre. Son élève, S. Kislinskaïa, se souvient de la création de la toile dont le peintre parle avec ses élèves : « Évidemment, ni lui ni nous ne soupçonnions que ce tableau dans lequel l'artiste avait placé tout son pouvoir d'artiste, toute son âme, qui l'exaltait autant, serait qualifiée de copie et calomniée à ce point ». Kryjitski est une figure éminente de la peinture à Saint-Pétersbourg, il est membre de différents jurys, président de la société des artistes Arkhip Kouïndji. Ses critères artistiques sont élevés et il reconnaît à chaque artiste le droit de travailler dans les directions qu'il choisit. Mais il ne tolérait pas la contrefaçon en art.
Le premier qui a repéré la similitude des arbres des deux tableaux est un certain F. Railian qui a reproduit dans un journal l'image des deux tableaux. Puis le journal Novoïé Vrémia a publié un article de Nikolaï Ivanovitch Kravtchenko, journaliste et peintre sur l'exposition de l'académie des beaux-arts qui présentait la toile de Kryjitski. Il reconnaît que ce dernier n'avait pas besoin d'une photo, vu ses qualités de peintre et de dessinateur, pour représenter l'arbre fourchu. Mais il avait vu une belle photo et il s'en est sans doute rappelé et l'a peinte. I. Brovar, l'auteur de l'autre tableau, pouvait à la limite recopier une photo ou même le travail d'un camarade et en être pardonné, mais Kryjitski, lui, est considéré comme un maître.
Il envoie une lettre ouverte aux journaux, dans laquelle il explique clairement son point de vue. Il admet avoir utilisé des détails d'une photo. Mais il estime que les centaines d'images, qu'il a peintes lui permettent de rejeter l'accusation selon laquelle il aurait discrètement subtilisé cette photo pour faire du chiffre et vendre. Il considère que les véritables artistes contemporains peuvent utiliser la photographie et il est vrai que cela permet à quelqu'un qui n'a pas le don du dessin d'en réaliser. Mais quand on veut discréditer un tableau on dit aussi « c'est une photographie ! ». Pour un véritable peintre, la photographie reste comme un assistant, qui permet de ne pas oublier certains détails à mémoriser dans la peinture sur le motif. Il n'y a là aucun crime. 
L'absurdité des accusations était claire pour ceux qui connaissaient Kryjitski et ses parents et ses amis n'accordaient pas beaucoup d'importance à cette histoire.  
Quelques jours avant le 4 avril, ses amis sentaient qu'il était très nerveux, il parlait de suicide, pleurait en répétant : « mes pauvres enfants ! » Le dimanche 3 avril il est revenu chez lui avec un volume de Léon Tolstoï Qu'est-ce que l'art ?.
À côté des lignes où Tolstoï dit que l'art rapproche les hommes il écrit en marge « Et les sépare... ». Le dimanche soir il passe par la chambre de ses fils et l'ouvre, ce qui ne lui arrivait presque jamais, puis il s'incline devant eux. Dans le salon il s'attarde avec sa fille et son fiancé. Ceux-ci l'entendent ensuite couper une corde qu'il utilisait pour suspendre ses tableaux. Le matin on le découvre pendu. Les fils aîné tente de le réanimer, le médecin arrive, mais il est trop tard. Sur la table il a laissé ce mot: « J'ai peint à partir d'une photo et je ne l'ai volée à personne! Mais ce tribunal, cet interrogatoire ! Je ne veux plus comparaître devant ce Railian et ses semblables. Je suis déjà sans force et inconscient. Pardonnez-moi tout mes très chers, mes très bons... J'étais à vous et je vous laisse dans les tourments. Seigneur pardonnez mon meurtrier ! Adieu Russie, adieu nature de mon pays natal, adieu à tous ceux que j'ai aimés... Railian juge Kryjitski. » L'écrivain et critique Nikolay Breshko-Breshkovsky (en) constate que l'artiste croyait en lui pour ce qu'il avait fait comme artiste, mais il avait peur de l'avenir parce que pour un artiste la pire des choses est de se survivre. Un artiste doit pouvoir partir à temps. Si quelqu'un avait essayé durant ses derniers jours de le convaincre qu'il n'était pas du tout démodé, que ses dernières toiles étaient plutôt meilleures que les premières, peut-être ne serait-il pas arrivé à cette extrémité.   

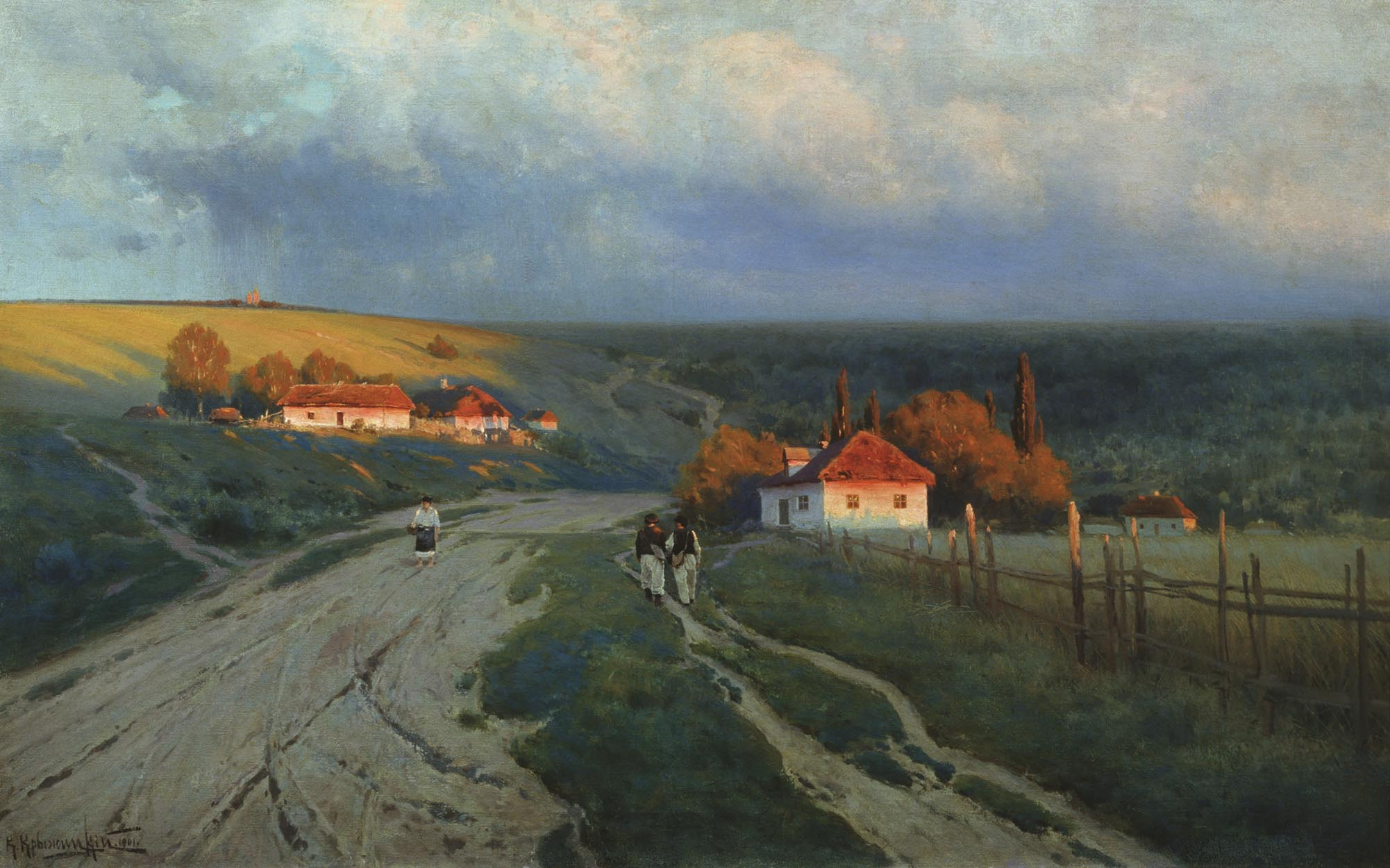
Constantin Kryjitski : Soir en Ukraine (1901).

## Sources
- D. Andreeva, « Souffle de printemps », 30 octobre 2007